# Nat, skat
Nat, skat è un cortometraggio del 1968 scritto e diretto da Lars von Trier.

## Trama
Un impiegato di una banca viene sottoposto a una brutale rapina.